# ジャイロバス

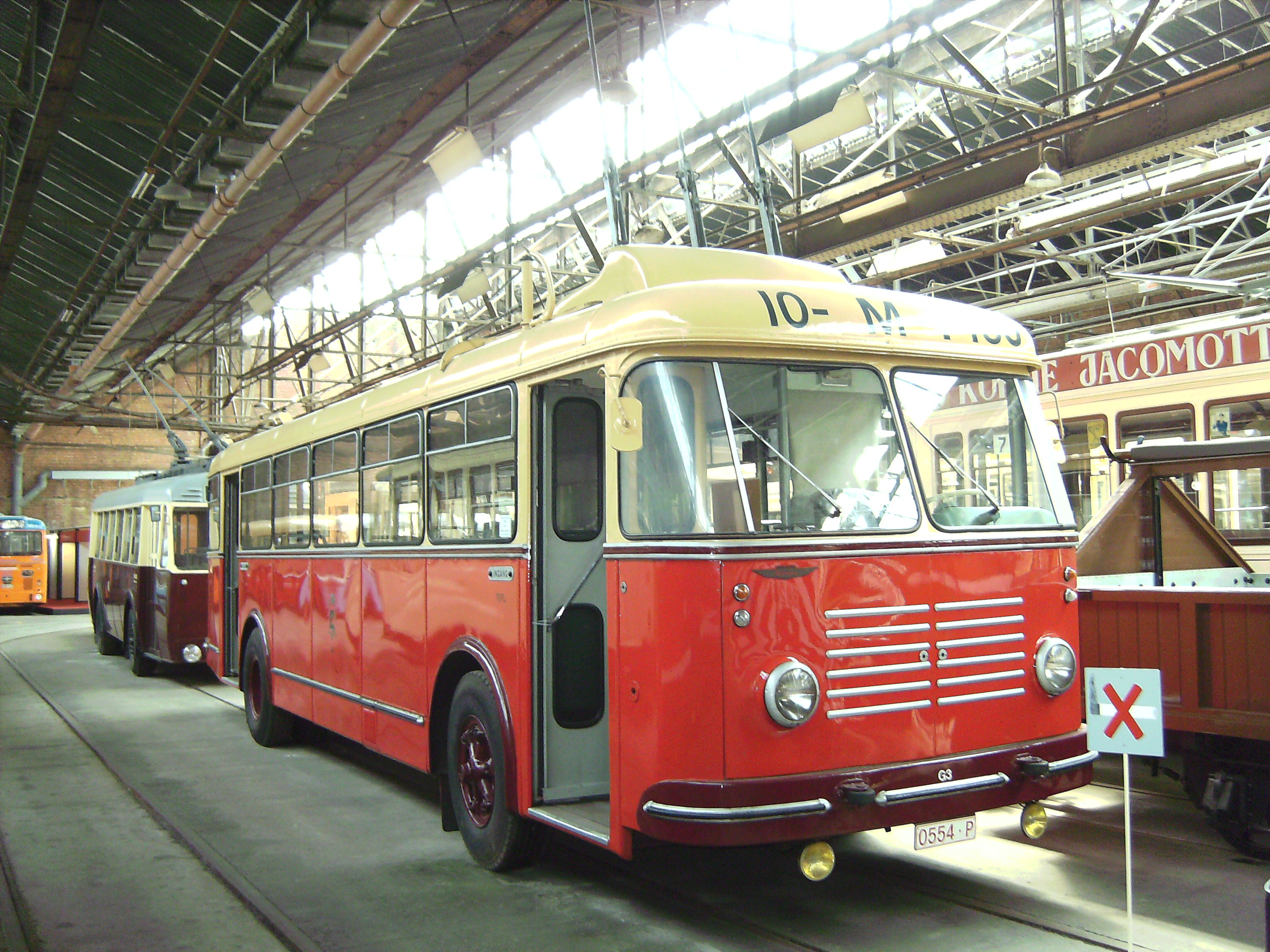
アントワープのFlemish 路面電車とバスの博物館にて世界中で唯一保存されているジャイロバス G3, (1955年製造)

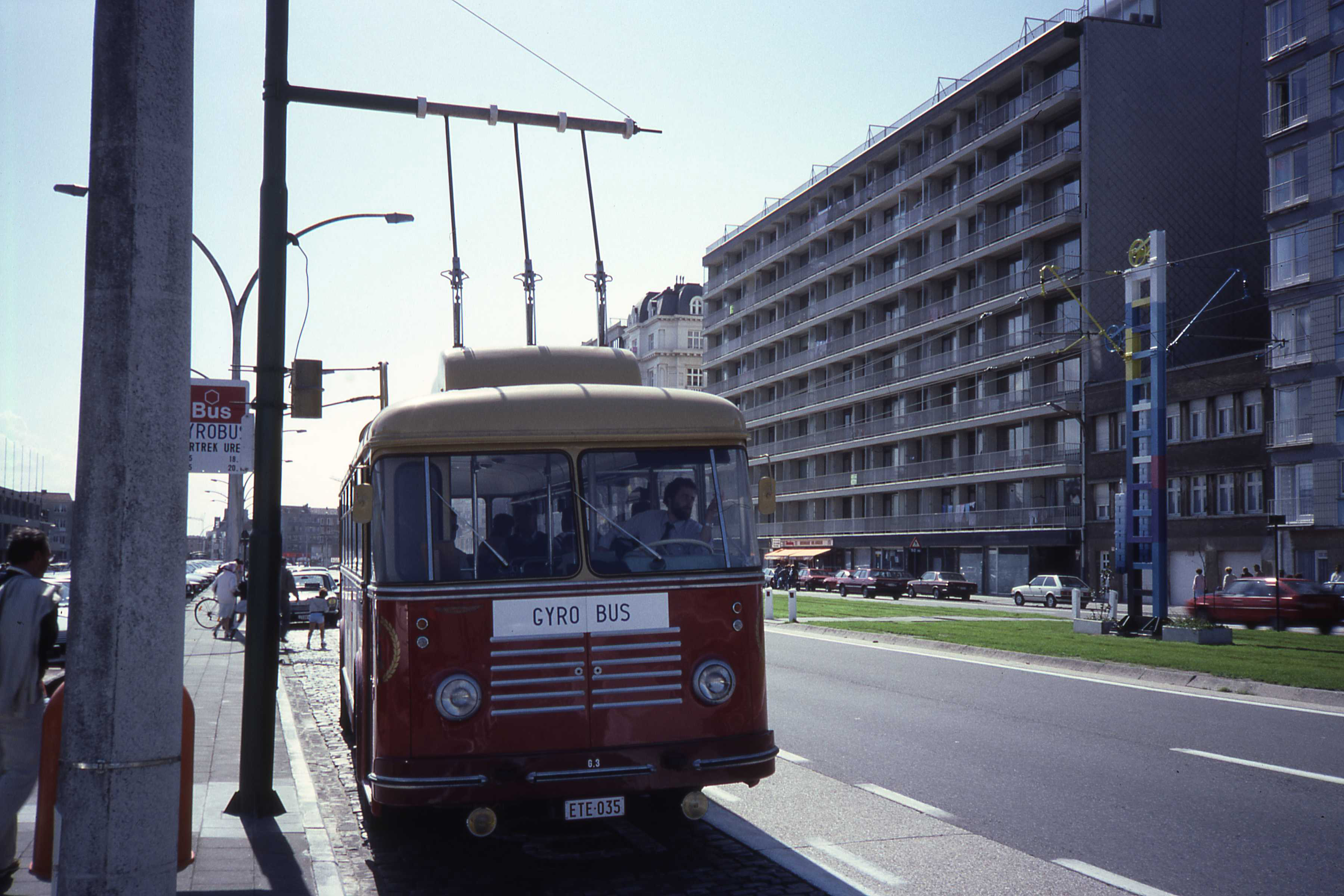
フライホイールに蓄電中

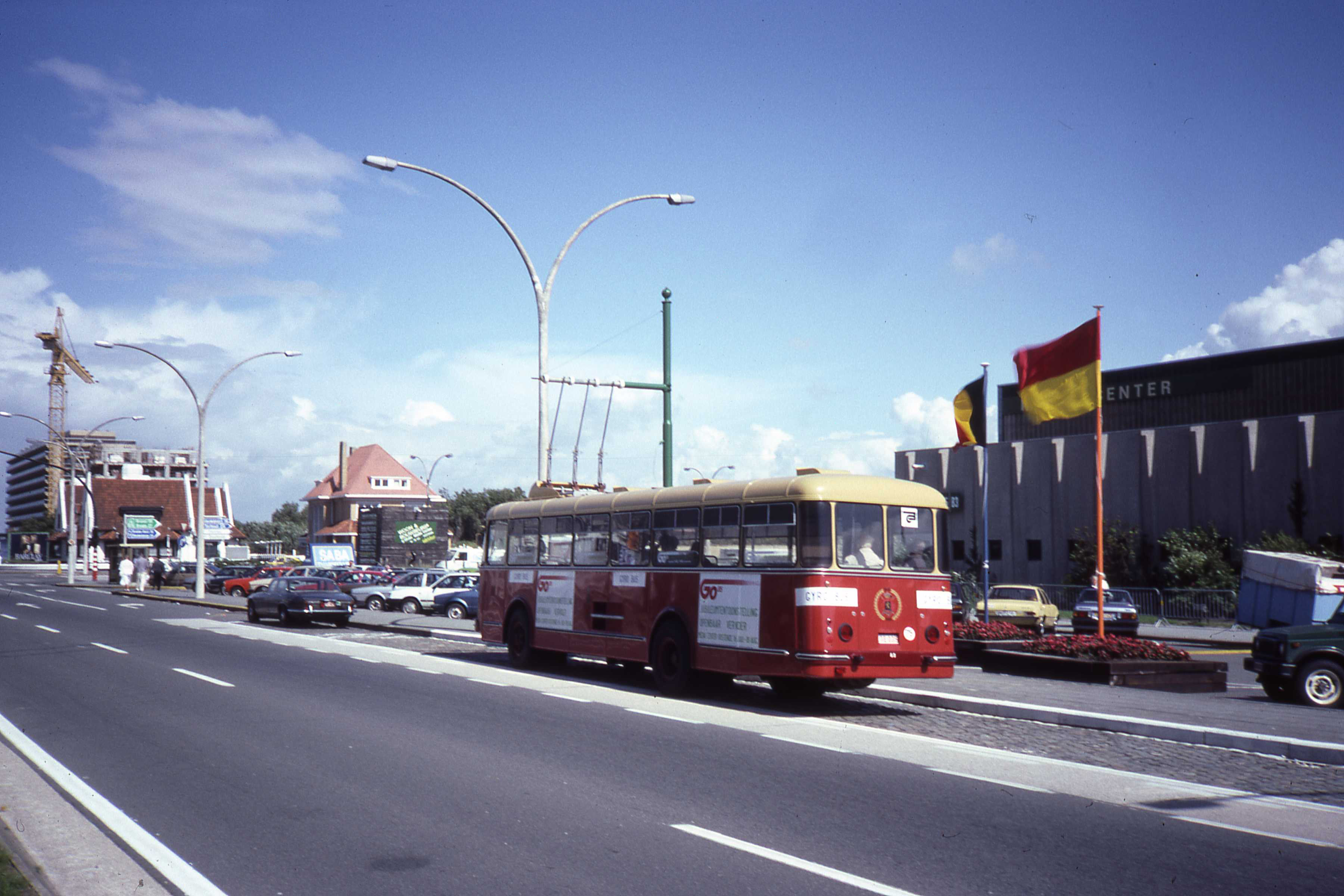
フライホイールに蓄電中

ジャイロバス(Gyro bus)はフライホイール エネルギー貯蔵を使用してトロリーバスのような架空線を使用しない電気バスである。
名称はギリシャ語でフライホイールを意味するジャイロに由来する。
現在ではジャイロバスは商業的には使用されていないものの、この分野の開発は継続されている。

## 開発
フライホイール動力のバスの概念は1940年代により静粛で運行頻度が少なく、架空線設置による電化では採算をとる事が困難な路線で充電池式電気バスを代替する目的で(スイスの)エリコンによって開発された。
内燃機関や充電池や架空電力線に接続する代わりにジャイロバスは"かご形"電動機によって回転する3,000 RPMまでの回転数で回転する大型のフライホイールを備えた。 フライホイールに充電するための電力は車両の屋根に設置された3本の棒を介して必要とされる場所(路線の中の停留所や終点)から集電した。充電時に駆動するための電動機は電力を取り出す時には発電機として機能してフライホイールの運動エネルギーを電力へ変換した。車両の制動装置は部分的な回生ブレーキを備え、フライホイールへ戻す事で航続距離を伸ばした。
完全充電時にジャイロバスは6kmまで走行でき、速度は50から60km/hまでで、最高速度は乗車率に依存した。(スイスの)イヴェルドン・レ・バンの路線に投入され、車両は時々、一回の充電で10km走行しないといけない場合もあった。これ以上距離を延ばす手段は当時は知られていなかった。
フライホイールへの充電は30秒から3分で、充電時間を短縮するために供給電圧は380Vから500Vに昇圧された。充電間の航続距離を延ばすために複数の充電停止が長距離や高運行密度の路線では必要だった。現代の交通用ではどれくらいこのような充電が必要かは明確ではない。
実証車両は最初に展示(そして使用)されたのは1950年の夏でシステムを実証するため、この車両は1954年までの各地で短期間使用された。
1979年、ゼネラル・エレクトリックはアメリカ合衆国政府のエネルギー省と運輸省とフライホイールバスの試作車を開発するための$500ドルで4年間の契約を交わした。
1980年代にボルボは小型のディーゼルエンジンと制動時のエネルギーを使用してフライホイールに充電する実験を行った。これは油圧蓄圧器の使用に取って代わった。
1990年代にオランダのメカトロニクスの概念のセンターはフライホイールを移動式と固定式の両方に使用する目的で開発した。
2005年にテキサス大学オースティン校の交通と環境センターはTest Devices社と DRS テクノロジーズからジャイロバスの試作車を開発する予算を獲得した。

## 初期の商業運行
最初の完全な商業運行は1953年10月にスイスのイヴェルドン・レ・バンとGrandson間で開始された。しかしながら、これは限定的な交通の潜在性の路線で、技術的には成功したものの、商業的には採算が取れなかった。運行は1960年末に終了して
2両の(実証用ではない)車両は保管された。
次のシステムはベルギー領コンゴのLéopoldville(現在のコンゴ民主共和国のキンシャサ)だった。ここでは12台(複数の報告によると17台とされる)がおよそ2km毎に充電施設が設置された4路線以上で使用された。これらは全長10.4mで重量が10.9tで90人までを輸送して最大速度は60km/hという最大のジャイロバスだった。
主要な問題点は"磨耗"だった。これの著しい原因は雨の後、未舗装の道路を横断する時しばしば不安定にある事だった。他の問題はジャイロの玉軸受けの破損と高湿度のために駆動用電動機が過負荷になることだった。システムは予想に反して高エネルギー消費だった。バスの事業者はジャイロバスの電力消費が3.4 kWh/kmだったので1959年の夏にジャイロバスは廃止されディーゼルバスに置き換えられた。
3番目の商業運行の場所はベルギーのヘントだった。3台のジャイロバスが1956年末にヘントとメレルベーケ (Gent Zuid - メレルベーケ路線)で運行を開始した。フライホイールはバスの中央部に設置され、およそ車体幅いっぱいに直角軸を中心に回転した。
ヘント - Merelbeke路線は複数路線網の最初に検討された路線だった。ジャイロバスはわずか3年間だけ運行され、1959年末に廃止された。運転手達はそれらには信頼性が欠けているみなして、"路上での時間を浪費する"と述べ、過重により舗装を痛めた。それらは同様にエネルギーが不足していると見なされた。路面電車と消費電力を比較すると2.9 kWh/km消費したのに対して大幅に多くの人を運べる路面電車では2.0 kWh/km から2.4 kWh/kmの間だった。
ヘントのジャイロバスの1台は保存され、復元され、アントワープのVLATAM博物館に展示された。それは時々ベルギーの催し物で(旅客を乗せて)運転される。1998年に路面電車は廃止されたが現在もあり、法律で保護される。

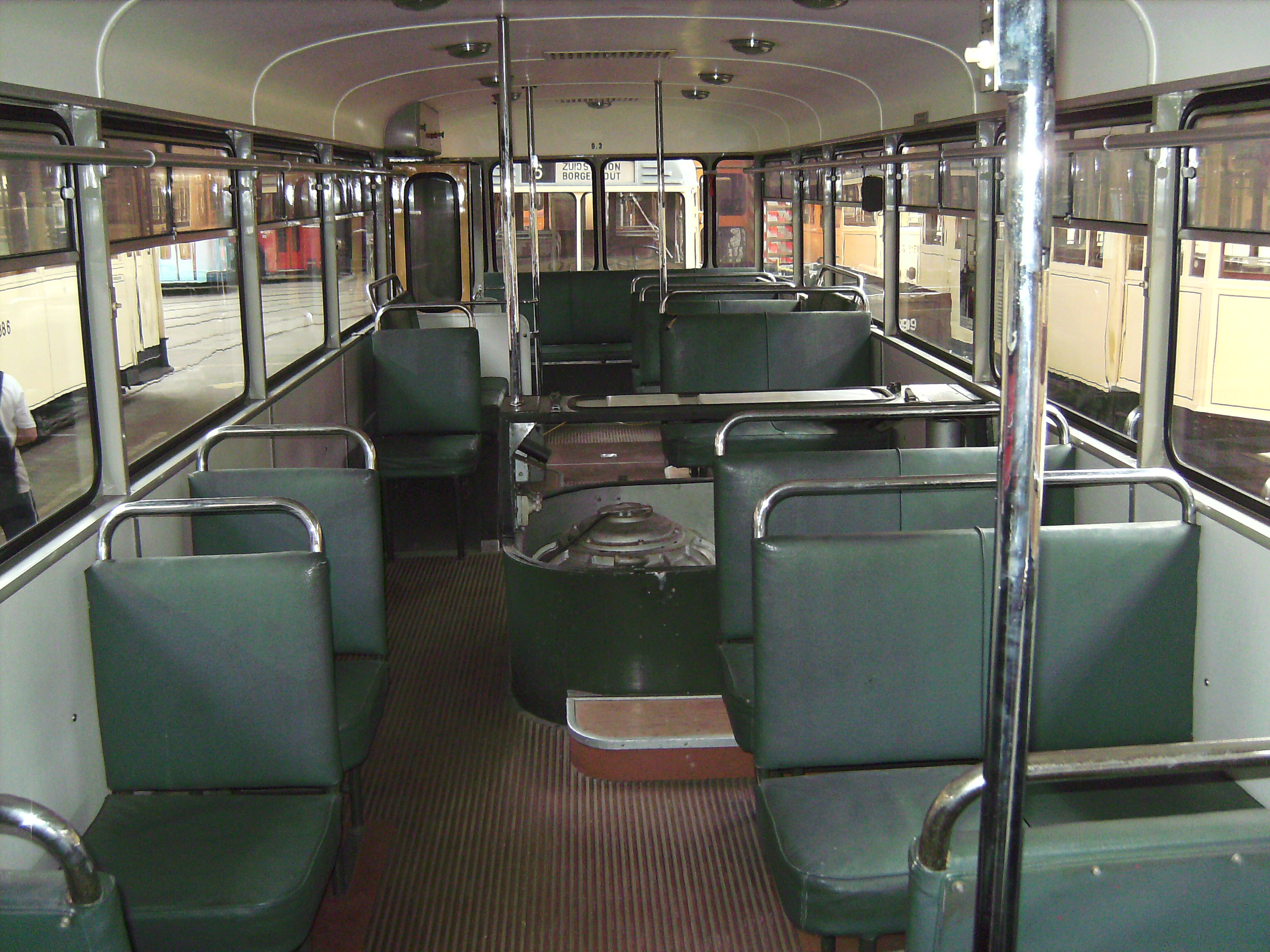
ジャイロバス G3 (前部)の車内
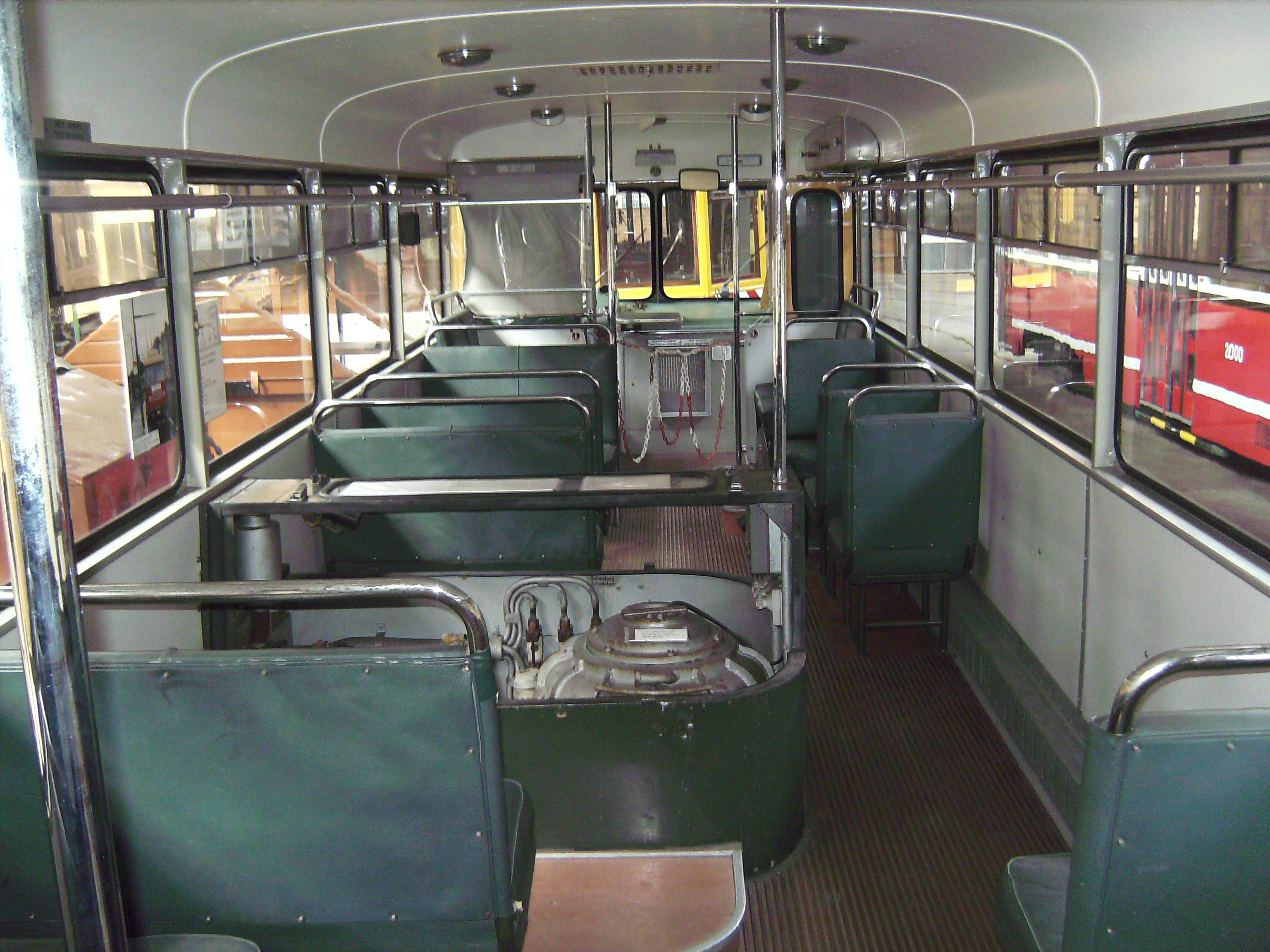
ジャイロバス G3 (後部)の車内
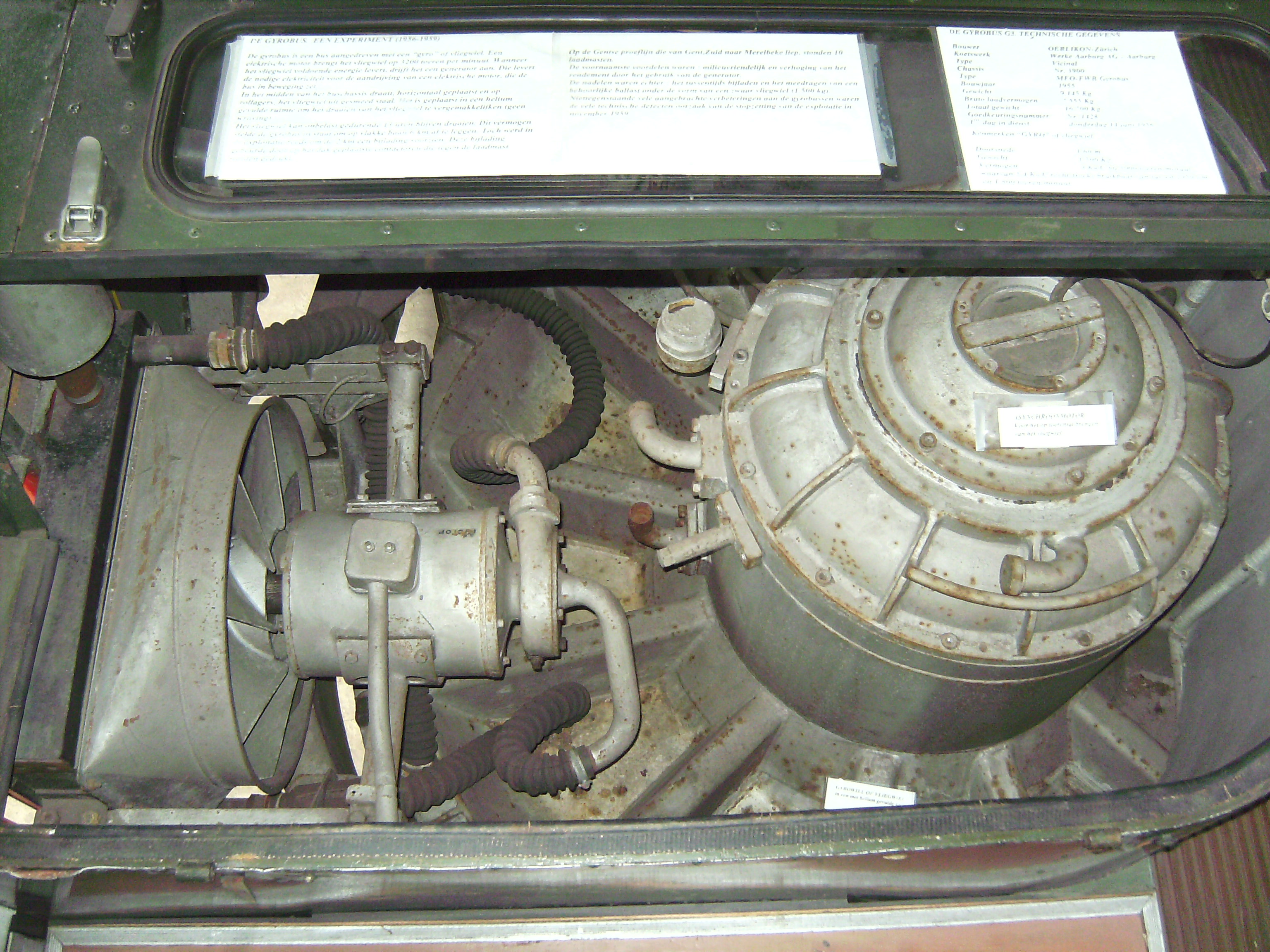
ジャイロバスG3のエンジン

## 電気自動車としての利点と欠点

### 利点
- トロリーバスと比べて軌道や架線に依存しない。多様な路線を設定できる。
- 電池のように発火の恐れが低い。

### 欠点
- 1充電あたりの走行可能距離が短い。
- フライホイールのぶんだけ重くなる（フライホイールの重量は3t）。
- フライホイールは毎分3000回転で円周端速度900km/hに達するので高度な設計が必要。

## 更なる開発
こうしてジャイロバスの運行は全て打ち切られたが、その後もより沢山のエネルギーを充電できるジャイロバスの研究が進められた。
実用化が進みつつある技術は2種類ある。1つはドイツのドレスデンの"Autotram"である。近代的な路面電車の様な外観だが、軌道ではなく平坦な道を走行する。2005年以降はフライホイールを動力にして走行する。フライホイールは小型で制動時のエネルギーの貯蔵のみに使用され、主なエネルギー源は燃料電池である。2つ目は2010年の上海万博で運行されたCapabusである。ジャイロバスのように停止時に電力を貯蔵するが、Capabusではエネルギーの貯蔵にフライホイールの代わりに電気二重層コンデンサを使用する。